# Sauvignac
Sauvignac é uma comuna francesa na região administrativa da Nova Aquitânia, no departamento de Charente. Estende-se por uma área de 11,62 km². Em 2010 a comuna tinha 106 habitantes (densidade: 9,1 hab./km²).